# Sando (Salamanca)
Sando es un municipio y localidad española de la provincia de Salamanca, en la comunidad autónoma de Castilla y León. Se integra dentro de la comarca de la Tierra de Ledesma. Pertenece al partido judicial de Salamanca.
Su término municipal está formado por las localidades de Cabeza de Diego Gómez, Fuentes de Sando, Iruelo del Camino y Sando, además de por los despoblados de Tremedalejo, El Campillo y Villagarcía, ocupa una superficie total de 60.58 km² y según los datos demográficos recogidos en el padrón municipal elaborado por el INE en el año 2017, cuenta con una población de 127 habitantes.

## Historia
La fundación de Sando se remonta a la repoblación efectuada por el rey de León Ramiro II en el siglo X, quedando desde entonces integrado en el Reino de León. Posteriormente pasó a ser un señorío de la orden de los Agustinos. Con la creación de las actuales provincias en 1833, Sando quedó integrado en la provincia de Salamanca, dentro de la Región Leonesa.

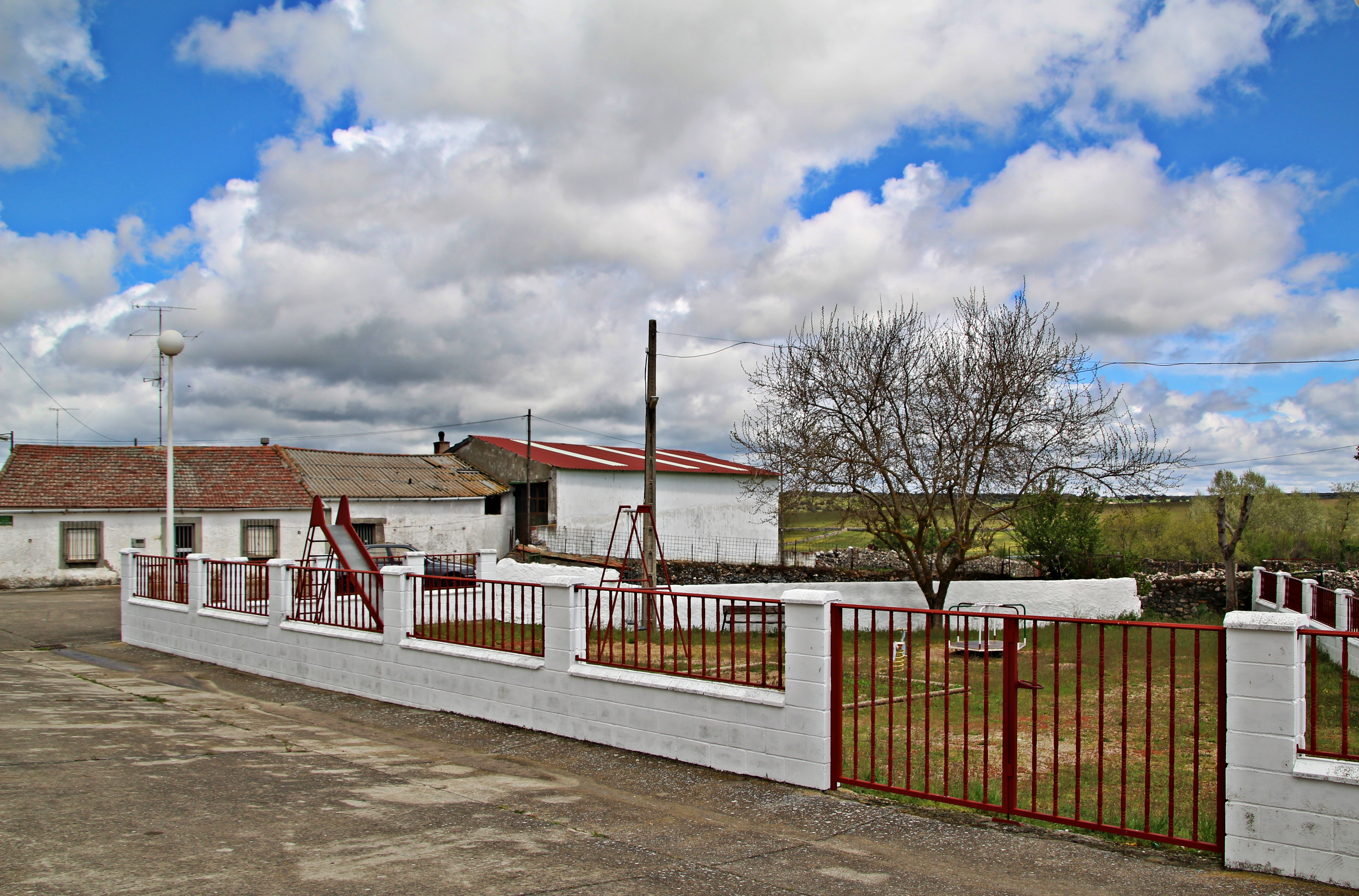
Parque.

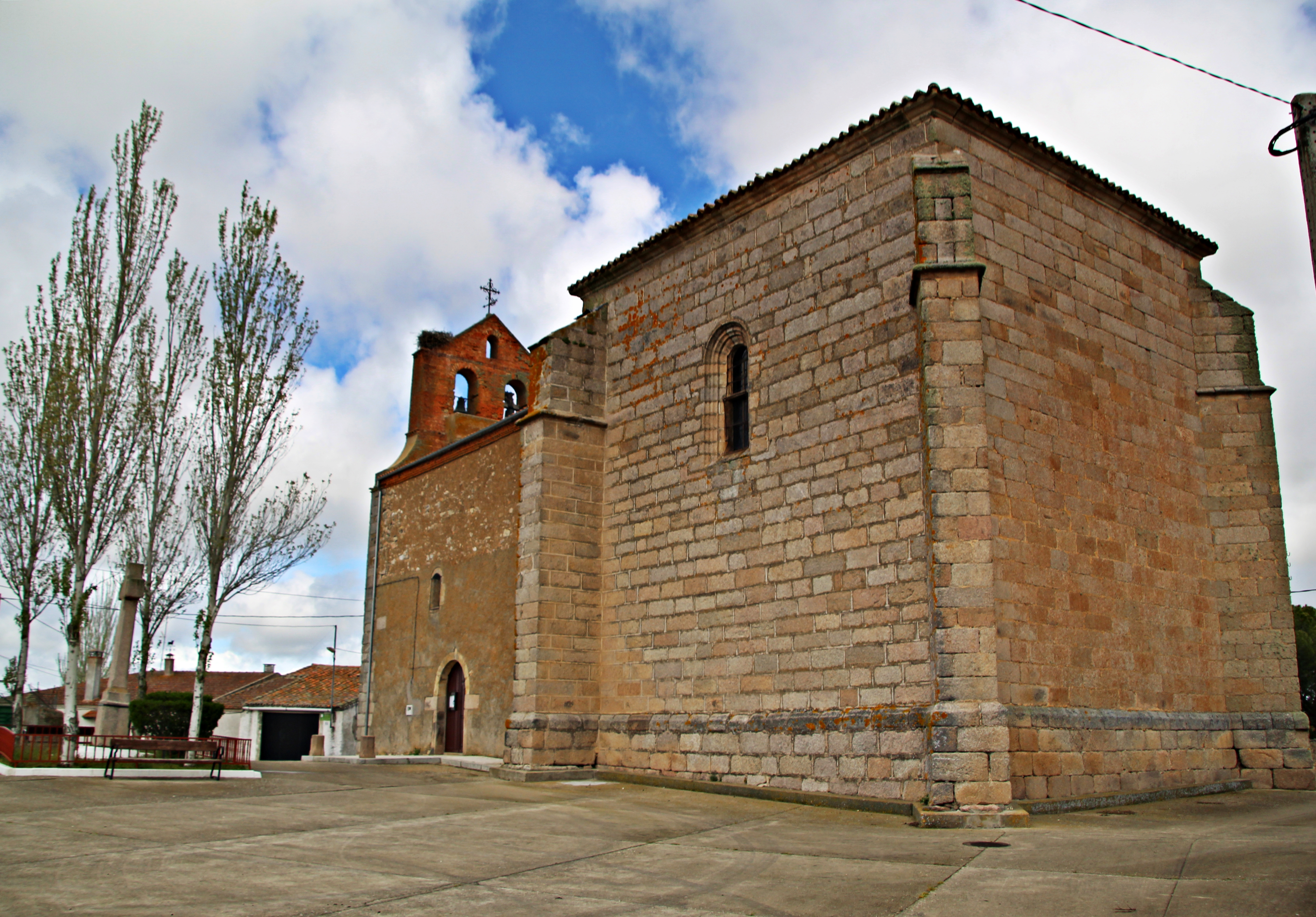
Trasera de la iglesia.

Además, el municipio de Sando se encuentra dentro de la ruta que realizó San Francisco de Asís en la provincia de Salamanca.

## Geografía humana

### Demografía
Cuenta con una población de 113 habitantes (INE 2024).
| Gráfica de evolución demográfica de Sando entre 1842 y 2021 |
| |
| Población de derecho según los censos de población del INE Población de hecho según los censos de población del INEEntre el censo de 1857 y el anterior, crece el término del municipio porque incorpora a 375008 (Cabeza de Diego Gómez) |

### Núcleos de población
El municipio se divide en varios núcleos de población, que poseían la siguiente población en 2015 según el INE.
| Núcleo de población   | Población |
| --------------------- | --------- |
| Sando                 | 105       |
| Cabeza de Diego Gómez | 13        |
| Iruelo del Camino     | 10        |
| Fuentes de Sando      | 8         |
| El Campillo           | 0         |
| Tremedalejo           | 0         |
| Villagarcía           | 0         |

## Administración y política
| Partido político                         | 2019  | 2019  | 2019       | 2015  | 2015  | 2015       | 2011  | 2011  | 2011       | 2007  | 2007  | 2007       | 2003  | 2003  | 2003       |
| Partido político                         | %     | Votos | Concejales | %     | Votos | Concejales | %     | Votos | Concejales | %     | Votos | Concejales | %     | Votos | Concejales |
| Partido Popular (PP)                     | 58,59 | 58    | 4          | 60,78 | 62    | 4          | 70,87 | 73    | 4          | 76,99 | 87    | 4          | 59,01 | 95    | 4          |
| Partido Socialista Obrero Español (PSOE) | 29,29 | 29    | 1          | 31,37 | 32    | 1          | 33,01 | 34    | 1          | 24,78 | 28    | 1          | 40,99 | 66    | 1          |
| Ciudadanos (Cs)                          | —     | —     | —          | 30,56 | 22    | 0          | —     | —     | —          | —     | —     | —          | —     | —     | —          |
| Unión del Pueblo Salmantino (UPSa)       | —     | —     | —          | —     | —     | —          | —     | —     | —          | —     | —     | —          | 5,31  | 6     | 0          |